# Maurice Bardonneau
Maurice Charles Adolphe Bardonneau (ur. 22 maja 1885 w Saint-Maurice – zm. 3 lipca 1958 w Issy-les-Moulineaux) – francuski kolarz torowy i szosowy, dwukrotny medalista olimpijski oraz złoty medalista mistrzostw świata.

## Kariera
Pierwsze sukcesy w karierze Maurice Bardonneau osiągnął w 1906 roku, kiedy zdobył dwa medale na letniej olimpiadzie w Atenach. W szosowym wyścigu ze startu wspólnego zajął drugie miejsce, przegrywając tylko ze swym rodakiem Fernandem Vastem. Drugi był również w wyścigu na 20 km, w którym lepszy był jedynie William Pett z Wielkiej Brytanii. Kilka tygodni później wystartował na torowych mistrzostwach świata w Genewie, gdzie zwyciężył w wyścigu ze startu zatrzymanego amatorów. Dwukrotnie zdobywał medale torowych mistrzostw Francji, ale nigdy nie zwyciężył. Oprócz medalu olimpiady z 1906 roku jego największym sukcesem w wyścigach szosowych było drugie miejsce w wyścigu Paryż-Ostenda w 1906 roku.